# アルタシャト
アルタシャト（アルメニア語: Արտաշատ, Artashat）は、アルメニア共和国の町であり、アララト地方の主都。アララト平野のアラス川沿いに位置する。首都エレバンの30km南東にある。2011年の国勢調査による人口は22,269人。
アルメニア王国のアルタクシアス1世（アルサケス1世）によって、紀元前176年にアルメニア王国の首都として古代都市アルタクサタ（アルタハタ）が建設された。アルタクサタが首都だったのは紀元前176年から紀元前77年、紀元前69年から紀元120年の二度である。1945年にはソビエト連邦政府によってアルタシャトの街が設立されたが、8km南東にあったアルタクサタが名称の由来である。

## 歴史

### 古代

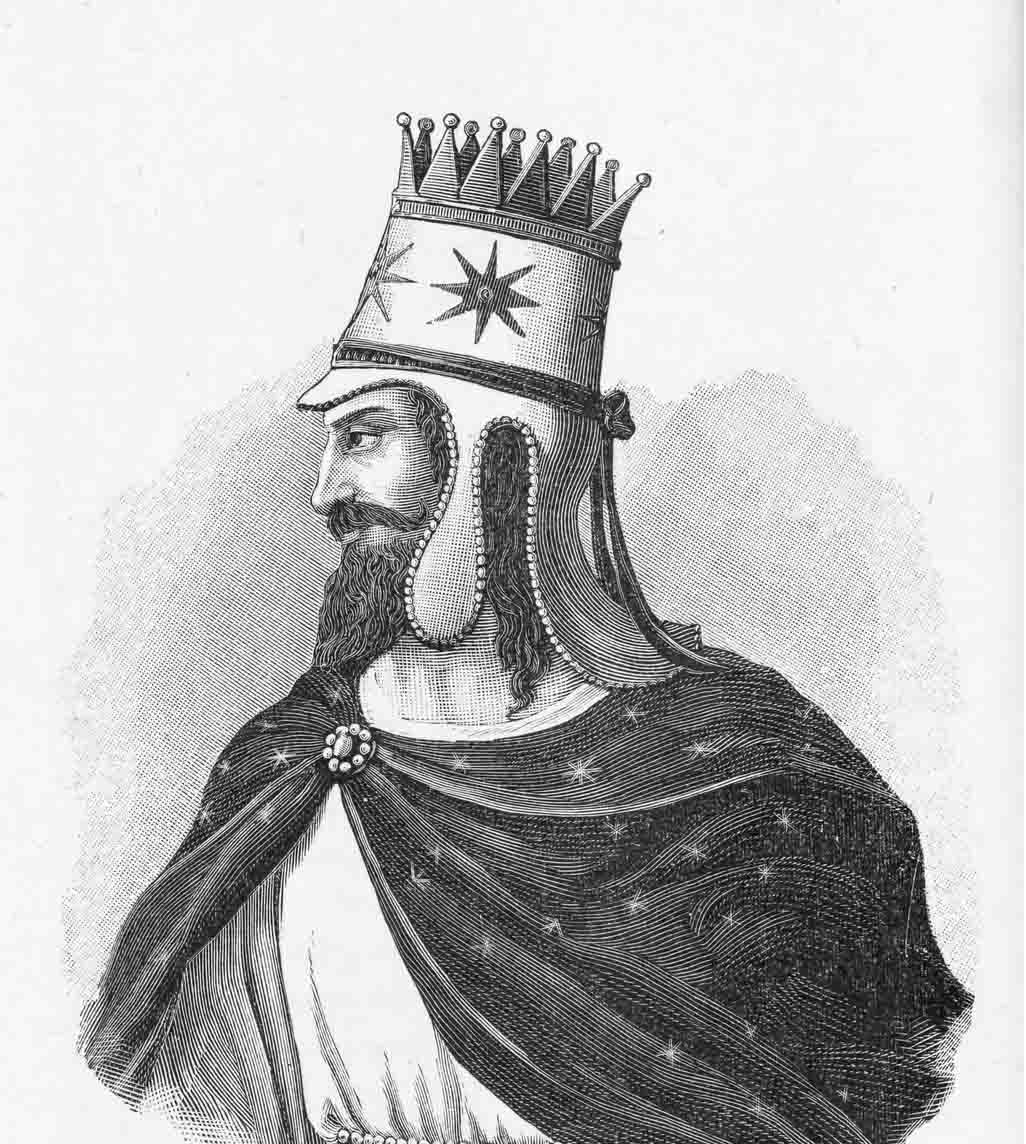
アルタクサタを建設したアルタクシアス1世

紀元前176年、アルメニア王国のアルタクシアス1世（アルサケス1世）がアルタクサタ（アルタハタ）を建設した。今日のホル・ヴィラップ修道院の近くであり、アルタクサタは歴史的なアララト地方の中のVostan Hayots郡に含まれている。古代にはこの地点でアフリアン川がアラス川に合流していた。5世紀の歴史家であるMovses Khorenatsiは、アルタクサタの建設について「アルタクシアス1世はアラス川とアフリアン川が合流する地点まで旅し、丘に登った。彼はその地を新都市の場所として選び、新都市には自身の名を授けた」と書いている。
アルタクサタの名称はイラン語群に由来し、「アシャ・ワヒシュタの喜び」を意味するとされることもある。古代ギリシャの歴史家であるプルタルコスとストラボンは、アルタクシアス1世はカルタゴ人のハンニバル将軍の助言に基づいてこの地を選んだというが、現代の歴史学者によればこの説を実証する直接的な証拠は存在しない。

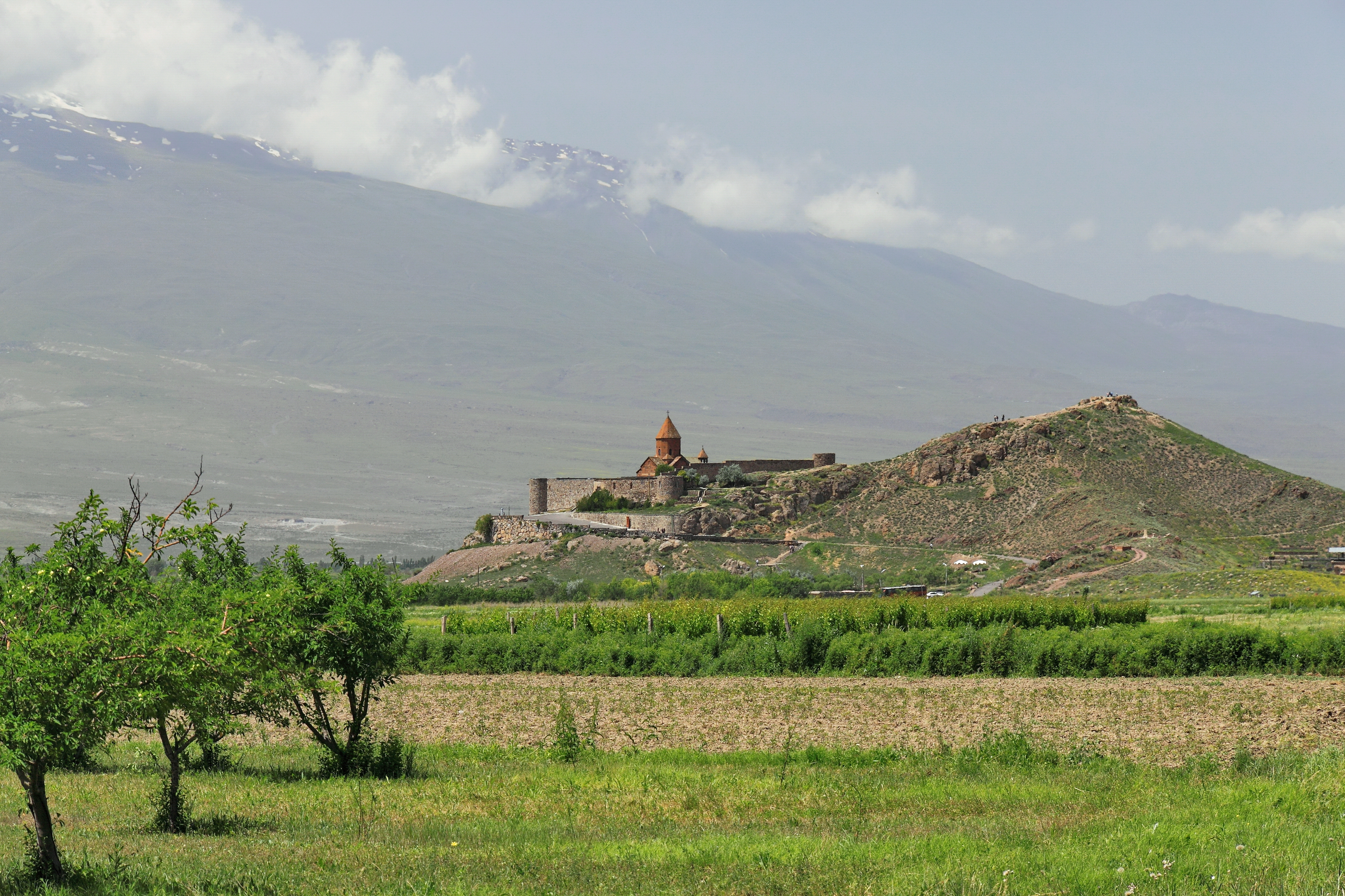
アルタクサタの近くにあるホル・ヴィラップ修道院

アルタクシアス1世は要塞も建設し、さらに堀などを含む砦も築いた。この要塞は後にホル・ヴィラップと呼ばれるようになり、4世紀初頭にアルメニア王ティリダテス3世によって啓蒙者グレゴリオスが投獄された地として注目を集めている。アルタクサタは念入りに計画されたヘレニズム都市であり、政治的・宗教的にアルメニア王国の中心都市となった。アルタクシアス1世はこの地で統治機構や徴税制度を確立し、領土を拡大させた。アルタクサタは黒海沿岸の港湾、インド、中央アジア、中国などを結ぶ交易路沿いにあった。アルメニアの商業の中心地として繁栄し、ローマ人はアルタクサタを「アルメニアのカルタゴ」と呼んだ。アルタクサタの宮廷には劇場があり、アルタクサタはアルメニアで初めて演劇が行われた場所である。紀元前53年、アルメニア王アルタウァスデス2世（在位紀元前55年-紀元前34年）はパルティア王オロデス2世を招き、アルタクサタの円形劇場でエウリピデスの「バッコスの信女」を上演させた。

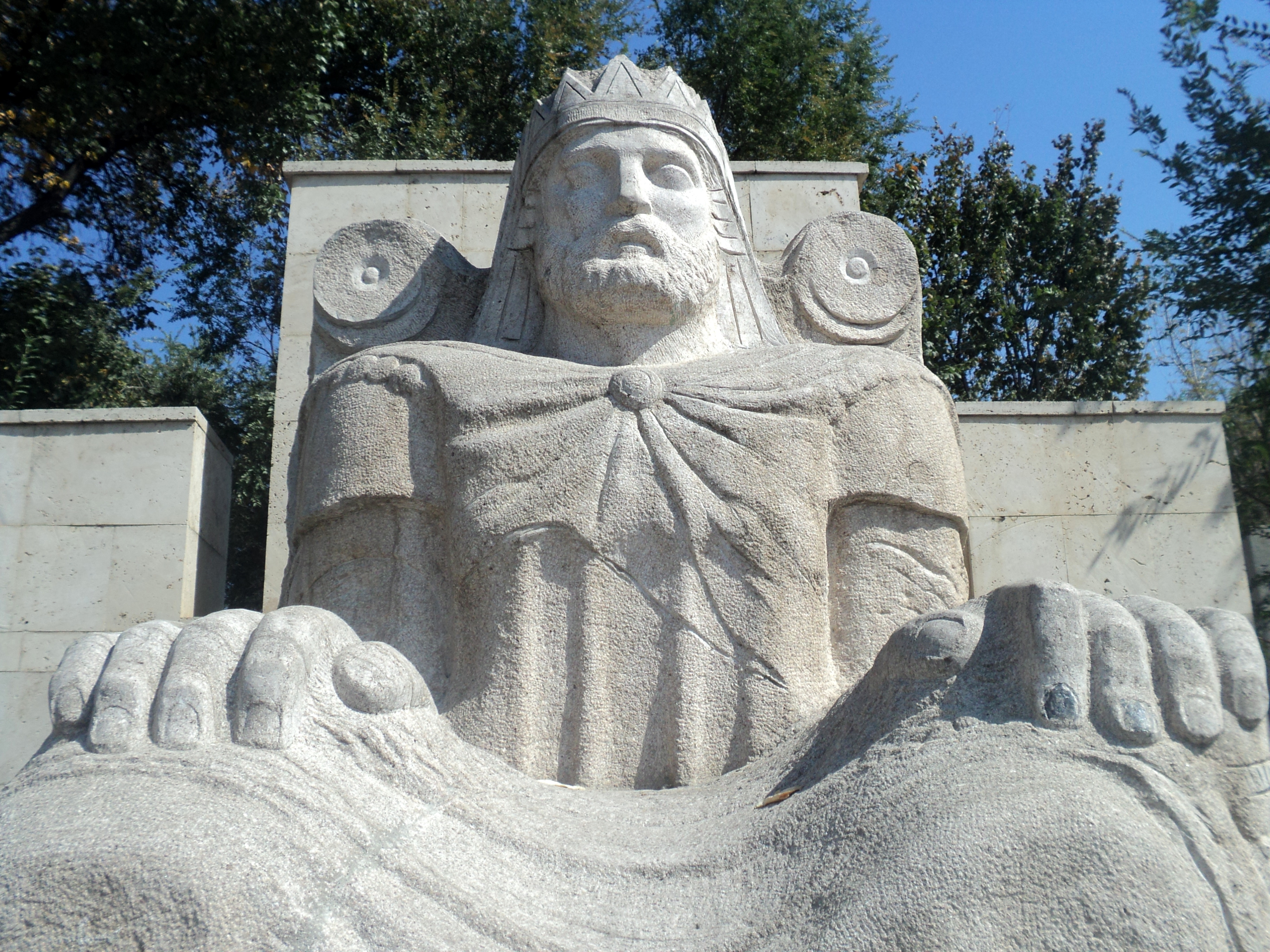
アルタシャトにあるティグラネス2世の石像

ティグラネス2世（治世紀元前95年-紀元前55年）は南と西の多くの領域を征服し、アルメニア王国の版図は最終的に地中海にまで達した。広大な帝国の管理体制を強化するために、ティグラネス2世はティグラノセルタを建設してアルタクサタから首都を移した。アルメニアは紀元前69年にローマのルキウス・リキニウス・ルクッルス将軍による侵攻を受け、新首都ティグラノセルタ近郊で起こったティグラノセルタの戦いの結果として首都が略奪された。ティグラネス2世の追撃によってローマ軍は北東に移動し、紀元前68年にはアルタクサタの戦いが起こったが、紀元前66年にはアルタクサタの和約が結ばれた。この和約でローマは、ペルシアのアルサケス朝パルティアに対する緩衝地帯とするためにアルメニアを友好国とみなし、ティグランが「王の中の王」という称号を保持することを認めた。紀元前60年にはアルタクサタがアルメニア王国の首都として修復されたが、紀元120年にはヴァガルシャパトに首都が移された。
301年にはティリダテス3世がキリスト教をアルメニア王国の国教とした。この地域は363年にサーサーン朝ペルシアの支配下に入り、387年にローマ帝国のテオドシウス1世とサーサーン朝のシャープール1世によってアルメニアが分割された際にも、ドヴィンなどと同様にサーサーン朝の支配下に入っている。
438年にヤズデギルド2世がサーサーン朝の王に即位すると、ヤズデギルド2世は非ペルシア系の住民にもゾロアスター教を強要し、アルメニア人はこれに抵抗した。447年にはアルメニアのナラハル（貴族）と聖職者がアルタクサタに集結してアルタクサタ教会会議を開き、サーサーン朝への忠誠とアルメニア教会への忠誠を述べる声明をヤズデギルド2世に送った。451年にはサーサーン朝との間でアヴァライルの戦いが起こり、この戦いの犠牲者はアルメニア教会の殉教者とされた。アルメニア軍は全滅したが、新たなペルシア王はアルメニアに対してより寛大な政策をとるようになり、信仰の自由などが認められた。
サーサーン朝の支配下でドヴィンとアルタクサタは国際的な交易中心地となり、562年の和平協定に基づいてアルタシャトには税関が設置されている。インドからは香辛料やハーブなどが持ち込まれ、サーサーン朝アルメニアからは皮革製品や染料などが送り出された。サーサーン朝アルメニアに入ってきた交易品は、アルタクサタやニシビスを経由してビザンツ領アルメニアにも運ばれた。

### 近現代

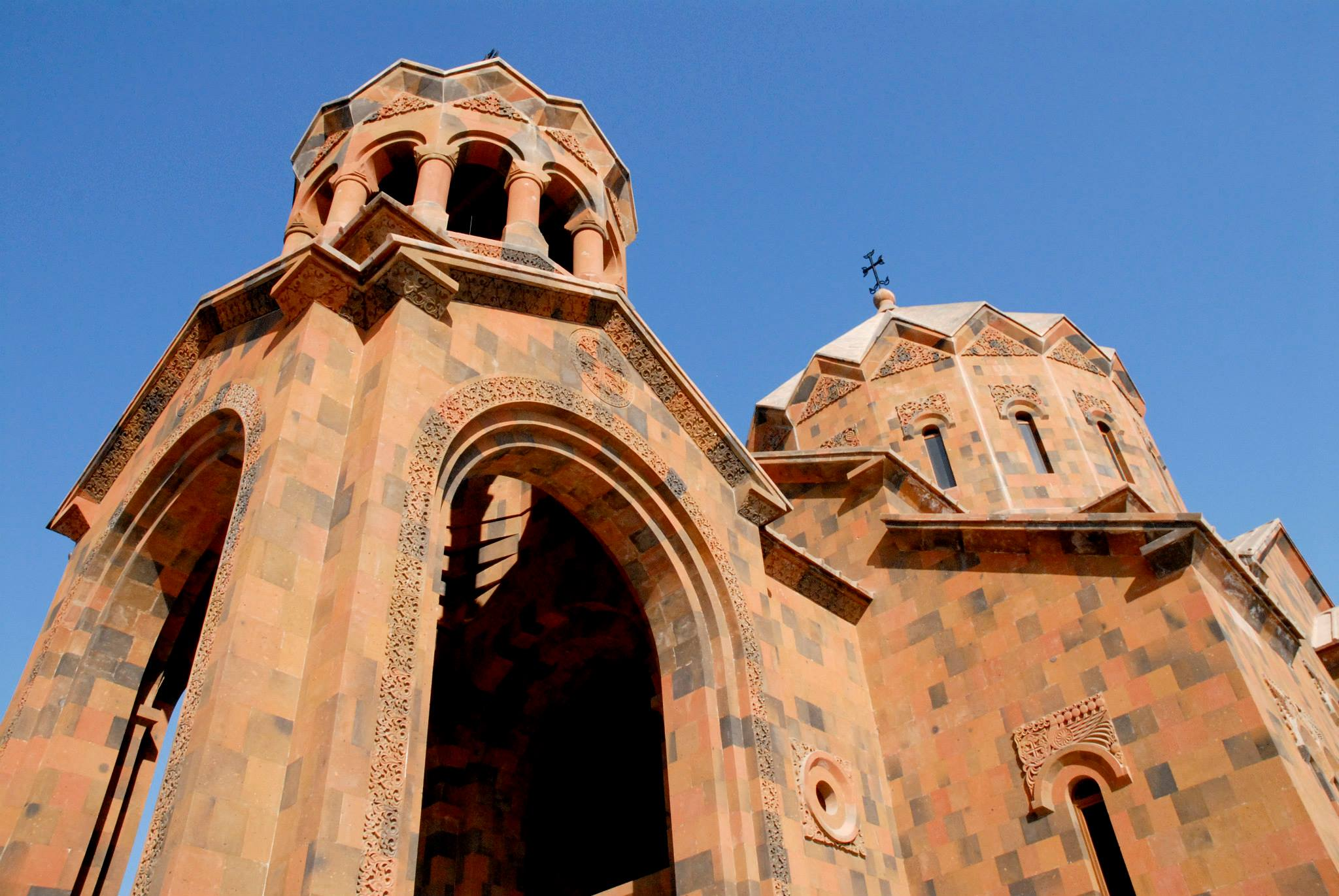
2015年に完成したSurp Hovhannes教会

古代都市アルタクサタの正確な位置は1920年代に特定された。上Ghamarlu村、下Ghamarlu村、Narvezlu村の3つの村を合併させた都市コミュニティとして、1945年にはソビエト連邦政府によってアルタシャトが設立された。今日の街から8km北西に位置する古代都市アルタクサタが名称の由来である。ソ連時代には食品加工や建材製造などの分野で、徐々に産業中心地として成長した。1970年代初頭にアルタクサタの考古学的発掘調査が始まった。
1820年代のロシア・ペルシャ戦争後、ガージャール朝ペルシアのホイやサルマスから多くの住民がアルメニアに移住している。今日のアルタシャトの住民の大半はアルメニア民族であり、彼らはアルメニア教会に通っている。アルタシャトはアララティアン教皇教区に属しており、Navasard Kchoyan大司教がいる首座はエレバンにある。2015年5月31日には新たなSurp Hovhannes教会が捧げられた。アルメニア民族以外には、アッシリア人の小規模なコミュニティがある。
1995年にアルメニア共和国が制定した領土の管理に関する新法で、アルタシャトは新たに設立されたアララト地方の主都となった。

## 地理

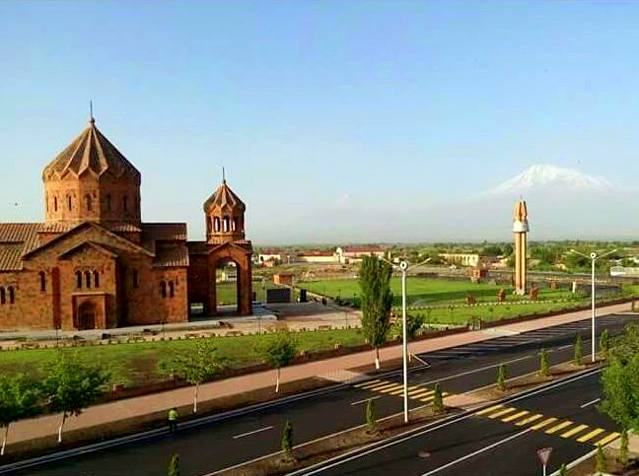
今日のアルタシャト

アルメニア共和国の首都エレバンなどもあるアララト平野の南東部にあり、アルメニア共和国とトルコの自然的国境となっているアラス川の3.5km東に位置する。標高は約830mである。東側や南側はYeranos山脈の山々に囲まれており、東にはGegham山地・Dahnak山地・Mzhkatar山地が、南にはUrts山地がある。アルタシャトは極度に乾燥した気候である。
今日のアルタシャトは、Norvzlu地区、Kentron地区、Ghamarlu地区、南西地区の4地区に分けられており、自治体人口の約半数は南西地区に居住している。アルタシャトの自治体の北にはMrgavanが、東にはVostan、南にはShahumyanの町がある。
| 年   | 1897 | 1926  | 1939  | 1959  | 1974   | 1976   | 1989   | 2001   | 2008   | 2015   |
| 人口 | 833  | 2,505 | 4,148 | 7,277 | 14,905 | 16,774 | 32,000 | 22,600 | 20,900 | 21,300 |

## 経済
アルメニアはソ連から独立した後の1990年代に深刻な経済危機に直面した。アルタシャトにある多くの企業はこの困難な状況を克服し、国内・国外市場向けの製品の製造を開始した。
アルタシャトにはいくつかの巨大な工場があり、それらの工場では主に食品加工や建材の製造が行われている。Artfood Artashat Cannery社はアルメニアの大手食品加工業者のひとつである。Artashat Vinkon社はワインを生産している。Izipanel社はサンドイッチパネルの製造に特化した企業である。建材や繊維製品を製造する小規模な工場がある。さらにはいくつかの巨大建設企業がある。

## 社会

### 交通
アルタシャトはM-2号線沿いにある。M-2号線は首都エレバンとアルメニア南部を結んでおり、さらにはアルメニア＝イラン国境に達している。エレバン＝ナヒチェヴァン＝バクーを結んでいる線路があり、アルメニアの首都エレバンから来た線路はアルタシャトを通ってアゼルバイジャンの飛地ナヒチェヴァン自治共和国に向かうが、アルメニア＝アゼルバイジャン国境で線路は封鎖されている。この線路はナヒチェヴァンからイランのタブリーズまで繋がっている。

### 教育
2016年時点で、アルタシャトには6の公立学校、7の幼稚園、1の音楽学校、1の美術学校、2のスポーツ学校がある。1956年に開校した音楽学校にはAlexander Melik Pashaevの名前が冠されている。アルタシャトにはローカルテレビ局があり、また何紙かのローカル紙がある。

## 文化

### 文化施設

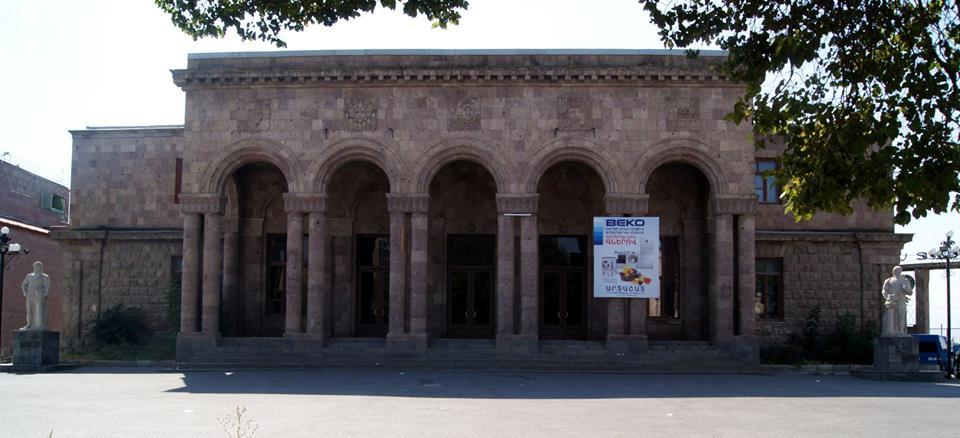
Amo Kharazyan劇場

アルタシャトには文化宮殿、シャルル・アズナヴールの名前が冠された芸術センター、Amo Kharazyanの名前が冠された劇場、Ohan Chubaryanの名前が冠された1948年設立の図書館がある。2004年には中心部にアミューズメントパークが完成し、公共の祭礼、コンサート、夜間のミュージカルなどに使用されている。
中心部にはアルメニア王国のアルタクシアス1世の記念碑が建っている。アルメニア文字の発明（405-406年）から1600年を記念するイベントの中で、アルメニア国内外のアルメニア人彫刻家がアルタシャト中心部に多くの記念碑を製作した。

### スポーツ
1960年にはアルタシャト・シティ・スタジアムが完成し、サッカーや陸上競技など数多くの大会が開催されている。毎年開催されるアルメニア陸上選手権ではこのスタジアムが頻繁に使用される。1982年にはサッカークラブのオリンピア・アルタシャト（今日のFCドヴィン・アルタシャト）が設立され、市内唯一のサッカークラブだった。1992年に初開催されたアルメニア・ファーストリーグ（2部相当）では4位となり、翌年には2位となった。1996-97シーズンにはファーストリーグで1位となってアルメニア・プレミアリーグに昇格。プレミアリーグでは3シーズンで9位、7位、8位となったが、1999シーズン後、財政難によってプロクラブとしては解散した。

## 姉妹都市
アルタシャトは2003年にフランスのクラマールと姉妹都市提携を行った。
- クラマール、フランス・イル＝ド＝フランス地域圏オー＝ド＝セーヌ県[19]